# 圣拉德贡德 (德塞夫勒省)
圣拉德贡德（法語：Sainte-Radegonde，法語發音：[sɛ̃t ʁadɡɔ̃d]）是法国德塞夫勒省的一个旧市镇，属于布雷叙尔区。2019年，圣拉德贡德与临近的2个市镇并入市镇图阿尔。

## 地理
圣拉德贡德（46°59'43"N, 0°14'52"W）面积7.52 平方千米，位于法国新阿基坦大区德塞夫勒省，该省份为法国西部内陆省份，北起曼恩-卢瓦尔省，西接旺代省，南至夏朗德省和滨海夏朗德省，东临维埃纳省。
与圣拉德贡德接壤的市镇（或旧市镇、城区）包括：阿让通莱格利斯、莫泽图阿尔赛、圣雅克德图阿尔、圖阿爾。

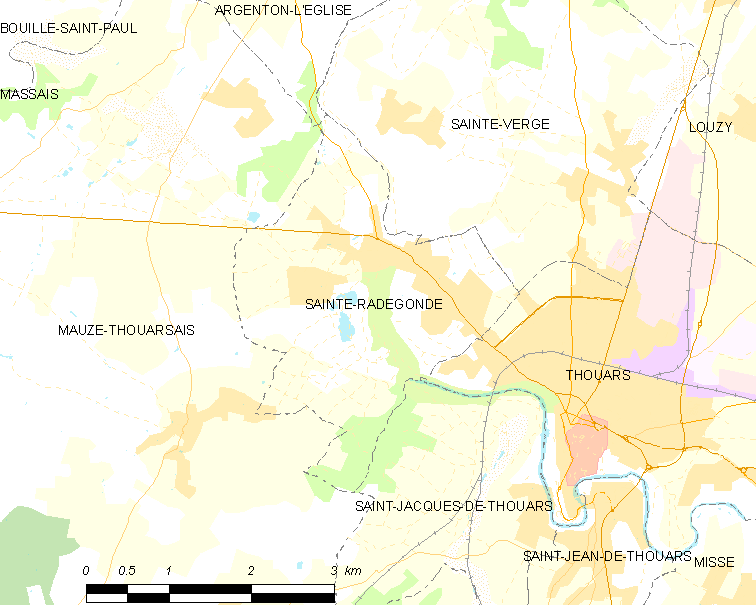
的OSM定位图

圣拉德贡德的时区为UTC+01:00、UTC+02:00（夏令时）。

## 行政
圣拉德贡德的邮政编码为79100，INSEE市镇编码为79292。

## 政治
圣拉德贡德所属的省级选区为图阿尔县。

## 人口

1962-2008年间人口变化图示

圣拉德贡德于2018年1月1日时的人口数量为1818人。